# Плешакова, Ирина Ивановна
Ирина Ивановна Плешакова (в девичестве — Кущ, в первом замужестве — Шевчук, во втором — Рутковская; 14 января 1969, Шахтинск, Казахская ССР, СССР) — советская российская баскетболистка. Рост — 175 см. Защитник. Заслуженный мастер спорта СССР (1992).

## Биография
Окончила СпбГАФК им. П. Ф. Лесгафта.
Выступала за клубы «Спартак»/«Электросила» (Ленинград), «Форс-Мажор» (Санкт-Петербург), БК «Динамо» (Москва), «Галатасарай» (Стамбул), «Балтийская Звезда» (Санкт-Петербург). Долгое время была капитаном сборной России.
С 2013 года является главным тренером женского баскетбольного клуба «Ладога» (Санкт-Петербург). В настоящее время старший тренер «Центр олимпийской подготовки по баскетболу им. В.П.Кондрашина». Тренер женской команды по баскетболу 3х3 «COP-Petersburg”.  Чемпионка России сезонов 2020-2021, 2021-2022. Обладатель Суперкубка России 2023 года.

## Достижения
- Участница ОИ-1996 (5-е место), ОИ-2000 (6-е место)
- Серебряный призёр ЧМ 1998
- Чемпионка Европы 1991
- Бронзовый призёр ЧЕ 1995, 1999
- Серебряный призёр Игр доброй воли 1990
- Чемпионка СССР: 1990
- Чемпионка России: 1998, 1999, 2000
- Бронзовый призёр чемпионата России: 2004
- Обладатель Кубка Европы ФИБА 2004